# الانتخابات الرئاسية في كوريا الجنوبية 2022
أجريت الانتخابات الرئاسية في كوريا الجنوبية في 9 مارس 2022. ووفقًا لدستور كوريا الجنوبية يشغل الرئيس ولاية واحدة مدتها خمس سنوات، مما يعني أن الرئيس الحالي مون جاي إن غير مؤهل للترشح لولاية ثانية.
فاز مرشح المعارضة يون سوك يول بفارق ضئيل، وأقر منافسه لي جاي ميونغ بالهزيمة.

## خلفية
بعد الفضيحة السياسية التي ظهرت للعلن في عام 2016، جرى عزل الرئيسة بارك كون هي، وأُجريت انتخابات مبكرة. وهَزم مون جاي إن من الحزب الديمقراطي هونغ جون بيو من حزب كوريا ليبرتي وآهن تشيول سو من حزب الشعب بهامش كبير في انتخابات مايو 2017، مما أعاد الديمقراطيين إلى السلطة بعد تسع سنوات. بعد السنوات الثلاث الأولى في منصبه، تعززت سلطة مون بشكل كبير بفوز حزبه في الانتخابات التشريعية لعام 2020، والتي أعطت حزبه الأغلبية المطلقة بعد حصوله على 180 مقعدًا من أصل 300 مقعد في الجمعية الوطنية.

### تحول في دعم الشباب الذكور للمحافظين
من بين الناخبين الذكور في العشرينات من العمر في سيول، حصل مرشح حزب سلطة الشعب PPP أوه سي هون على دعم مذهل بنسبة 72.5% في استطلاع يوم الاقتراع. أظهرت استطلاعات الرأي في سيول أن الناخبين الشباب، الذين انحازوا تقليديًا إلى الحزب الديمقراطي، صوتوا لصالح حزب سلطة الشعب المحافظ (PPP) بأغلبية كبيرة، بهامش 55.3% إلى 34.1% بين الناخبين في العشرينيات من العمر، و56.5% لصالح حزب السلطة الشعبية. 38.7% بين الناخبين في الثلاثينيات من العمر.
بالإضافة إلى ذلك، انتخب حزب سلطة الشعب المعارض لي جون سوك البالغ من العمر 36 عامًا كرئيس جديد للحزب في يونيو 2021، متغلبًا على أربعة سياسيين معتبرين آخرين، حيث وضع اهتمامات الشباب والمعارضة في صميم فكرته، وأعلن أيضًا عن خطط لنهج يعتمد سياسة الخيمة الكبيرة لجذب الحزب للناخبين من كل الاتجاهات، والذي يُنظر إليه على أنه تحول أجيال في السياسة الكورية الجنوبية.

### صعود المرشحين السياسيين الخارجيين
هناك العديد من المرشحين الرئاسيين البارزين، بما في ذلك المدعي العام السابق يون سوك يول، ونائب رئيس الوزراء السابق كيم دونغ يون ورئيس مجلس التدقيق والتفتيش السابق تشوي جاي هيونغ، لم يسبق لهم الترشح لمنصب انتخابي. بالإضافة إلى ذلك، لم يكن المرشح الديمقراطي الأوفر حظًا (حاكم كيونغ جي) لي جاي ميونغ عضوًا في الجمعية الوطنية. لاحظ المعلقون السياسيون أن صعود أولئك الذين ليس لديهم وظائف تشريعية يعكس عدم ثقة الجمهور المتزايد في السياسيين في كوريا الجنوبية، وهو ما لوحظ أيضًا في انتخاب لي جون سيوك، البالغ من العمر 36 عامًا والذي لم يشغل منصبًا عامًا مطلقًا، حيث يُعدُ أصغر رئيس على الإطلاق لحزب سلطة الشعب المعارض.

### النظام الانتخابي
يجري انتخاب رئيس كوريا الجنوبية عن طريق نظام التصويت الجماعي الأحادي. يخدم الرئيس لمدة ولاية واحدة لخمس سنوات، ولا يمكن إعادة انتخابه بشكل مباشر أو غير مباشر.

## المرشحون المسجلون
| م  | مرشح           | الانتماء | الانتماء                            | خلفية |
| -- | -------------- | -------- | ----------------------------------- | --- |
| 1  | لي جاي ميونغ   |          | ديمقراطي                            | حاكم كيونغ جي (2018-2021) عمدة سيونغنام (2010-2018)                                                              |
| 2  | يون سوك يول    |          | سلطة الشعب                          | المدعي العام لكوريا الجنوبية (2019-2021)                                                                         |
| 3  | سيم سانج جونج  |          | عدالة                               | عضو الجمعية الوطنية (2004-2008، 2012 حتى الآن) زعيم حزب العدالة (2015-2017، 2019-2020)                           |
| 4  | اهن تشول سو    |          | حزب الشعب                           | زعيم حزب الشعب (2020 إلى الوقت الحاضر) عضو مجلس الأمة (2013-2017) انسحب من الانتخابات وأيد يون سوك يول في 3 مارس |
| 5  | أوه جون هو     |          | الدخل الأساسي                       | عضو الشبكة الكورية للدخل الأساسي                                                                                 |
| 6  | هوه كيونغ يونغ |          | المكاسب الثورية الوطنية             | زعيم الحزب الوطني الثوري (2019 - الآن) مرشح دائم                                                                 |
| 7  | لي بايك يون    |          | العمال                              | الزعيم السابق لفرع Chungcheongnam-do لحزب العمال الثوري الاشتراكي                                                |
| 8  | طيب Un-ho      |          | ساينوري                             | الرئيس التنفيذي لشركة ABIX                                                                                       |
| 9  | كيم دونغ يون   |          | موجة جديدة                          | زعيم الموجة الجديدة (2021 إلى الوقت الحاضر) انسحب من الانتخابات وأيد لي جاي ميونغ في 2 مارس                      |
| 10 | كيم كيونغ جاي  |          | الاتحاد الديمقراطي الليبرالي الجديد | عضو الجمعية الوطنية (1996-2004)                                                                                  |
| 11 | تشو وون جين    |          | جمهورينا                            | زعيم حزبنا الجمهوري (2020 إلى الوقت الحاضر) عضو الجمعية الوطنية (2008-2020)                                      |
| 12 | كيم جاي يون    |          | التطور                              | عضو الجمعية الوطنية (2012-2014)                                                                                  |
| 13 | لي جيونج هي    |          | التوحيد الكوري                      | ريادي |
| 14 | كيم مين تشان   |          | تحالف الموجة الكورية                | المرشح في انتخابات 2017                                                                                          |

## الترشيحات

### الحزب الديمقراطي
الحزب الديمقراطي (باللغة الكورية : 더불어 민주당) هو الحزب السياسي الحاكم في كوريا الجنوبية بعد فوزه في الانتخابات الرئاسية لعام 2017 والانتخابات المحلية لعام 2018 وانتخابات الجمعية الوطنية لعام 2020. على الرغم من أن الحزب جرى تأسيسه في عام 2014، إلا أنه جزء من الأحزاب التي نشأت من الحزب الديمقراطي المحافظ لعام 1955. غيرت تلك الأحزاب في أيديولوجيتها تدريجيًا على مدار عقود، ويُعتبر الحزب الديمقراطي لعام 2014 حزبًا كبيرًا يضم كلا من الفصائل الوسطية والليبرالية.
يدعم السياسيون في هذا الحزب بشكل عام اقتصاد السوق الاجتماعي بشبكة أمان اجتماعي قوية وإجراءات مكافحة الفساد والديمقراطية المباشرة والسياسات البيئية. فيما يتعلق بمسائل السياسة الخارجية، يدعم الحزب سياسة المصالحة وإعادة التوحيد مع كوريا الشمالية. هذا الحزب قوي بشكل خاص في منطقة هونام. والرئيس الحالي مون جاي إن، هو عضو في الحزب، لكنه غير مؤهل للترشح لإعادة انتخابه بسبب القيود التي فرضها الدستور.

#### المرشح
- لي جاي ميونغ، حاكم كيونغ كي (2018-2021) والعمدة السابق لسيونغنام (2010-2018)[18][19] (أُعلن عن ترشُحه في 1 يوليو، وفاز بالترشيح في 10 أكتوبر)

| تذكرة الحزب الديمقراطي                      | تذكرة الحزب الديمقراطي |
| لي جاي ميونغ                                |                        |
| ------------------------------------------- | ---------------------- |
| عن الرئيس                                   |                        |
|                                             |                        |
| المحافظ الـ 35 لمقاطعة كيونغ كي (2018-2021) |                        |
| الحملة الانتخابية                           |                        |
|                                             |                        |

### حزب سلطة الشعب
حزب سلطة الشعب (باللغة الكورية : 국민 의 힘) هو النموذج الحالي لسلسلة طويلة من الأحزاب الكورية المحافظة التي تُنافس، عبر التاريخ الكوري الحديث، سلسلة طويلة من الأحزاب في سلالة الحزب الديمقراطي. تأسس الحزب رسميًا في عام 2020 بعد اندماج العديد من الأحزاب المحافظة التي نشأت بعد تداعيات فضيحة الفساد في كوريا الجنوبية عام 2016 والتي أدت إلى سقوط الرئيسة المحافظة بارك جيون هي وحزبها السينوري. في الانتخابات الرئاسية لعام 2017، رشح سلف الحزب القانوني اليميني الشعبوي هونغ جون بيو، الذي خسر الانتخابات أمام الليبرالي مون جاي إن.
خسر الحزب المزيد من المقاعد في انتخابات الجمعية الوطنية لعام 2020. ومع ذلك، استعاد الحزب قوته بعد أن استعاد منصبي عمدة سيول وبوسان في الانتخابات الفرعية الكورية الجنوبية لعام 2021. فيما يتعلق بمسائل السياسة، يدعم السياسيون في هذا الحزب بشكل عام السياسات الاقتصادية الليبرالية (بما في ذلك دعم التشايبول، والتكتلات الصناعية التي تهيمن على الاقتصاد الكوري الجنوبي) ويتخذون مواقف محافظة بشأن الأمن القومي، بما في ذلك المواقف المتشددة بشأن كوريا الشمالية. هذا الحزب قوي بشكل خاص في منطقة جيونج سانج الجنوبية الشرقية.

#### المرشح
- يون سوك يول، المدعي العام السابق لكوريا الجنوبية (2019-2021) (أُعلن عن ترشحه في 29 يونيو 2021، وفاز بالترشيح في 5 نوفمبر 2021)[26][27]

| تذكرة حزب سلطة الشعب                     | تذكرة حزب سلطة الشعب |
| يون سوك يول                              |                      |
| ---------------------------------------- | -------------------- |
| عن الرئيس                                |                      |
|                                          |                      |
| المدعي العام لكوريا الجنوبية (2019-2021) |                      |
| الحملة الانتخابية                        |                      |

### حزب العدالة
حزب العدالة (باللغة الكورية : 정의당) هو حزب يسار الوسط، ديمقراطي اجتماعي وتقدمي، تأسس في أكتوبر 2012. كان الحزب ثالث أكبر حزب في الجمعية الوطنية بعد انتخابات 2020.

#### المرشح
- سيم سانج جونج، المرشحة الرئاسي لحزب العدالة لعام 2017، وعضو الجمعية الوطنية (2004-2008، 2012 حتى الآن)، والزعيم السابق لحزب العدالة (2015-2017، 2019-2020) (أُعلن ترشحها في 18 أغسطس 2021، وجرى ترشيحها في 12 أكتوبر)[28]

| تذكرة حزب العدالة      | تذكرة حزب العدالة |
| سيم سانج جونج          |                   |
| ---------------------- | ----------------- |
| عن الرئيس              |                   |
|                        |                   |
| عضو مجلس الأمة (2012–) |                   |

### حزب الشعب
حزب الشعب (باللغة الكورية : 국민 의 당) هو حزب ليبرالي محافظ، ومحافظ اجتماعي وإصلاحي جرى تسجيله في فبراير 2020. يعتبر الحزب طرفًا ثانويًا أو طرفًا ثالثًا، حيث يهيمن على السياسة الحالية في الغالب الحزب الديمقراطي الكوري من يسار الوسط وحزب سلطة الشعب اليميني. وهو أحدث حزب أسسه السياسي الوسطي آهن تشول سو Ahn Cheol-soo، وهو طبيب سابق ومدير تنفيذي برمجيات ترشح لمنصب الرئيس في انتخابات 2012 و2017 الرئاسية، وبرز في نقاط مختلفة كمنافس فائز محتمل. في انتخابات عام 2017، ظهر آهن كتهديد رئيسي للفائز النهائي مون جاي إن، في إحدى نقاط الاقتراع. في انتخابات الجمعية الوطنية لعام 2020، كان أداء حزب الشعب سيئًا، حيث حصل على 3 مقاعد فقط ؛ وبالمقارنة، فاز حزب آهن السابق، حزب الشعب الذي يحمل الاسم نفسه، بعدد كبير غير متوقع من المقاعد يبلغ 38 مقعدًا في انتخابات الجمعية الوطنية لعام 2016. في انتخابات عام 2021، ترشح آهن لمنصب عمدة سيول، ولكن في صفقة جرى التفاوض عليها مسبقًا مع حزب سلطة الشعب، انسحب من السباق بعد خسارة استطلاعات الرأي أمام مرشح حزب سلطة الشعب أوه سي هون ودعم أوه، الذي فاز بالانتخابات.

#### المرشح
- أهن تشول سو، المرشح الرئاسي المستقل لعام 2012، المرشح الرئاسي لحزب الشعب لعام 2017، زعيم حزب الشعب (2020-)، عضو سابق في الجمعية الوطنية (2013-2017)، ومؤسس شركة AhnLab، Inc. (جرى ترشيحه في 4 نوفمبر 2021 )[29][30][31]

| تذكرة حزب الشعب        | تذكرة حزب الشعب |
| اهن تشول سو            |                 |
| ---------------------- | --------------- |
| عن الرئيس              |                 |
|                        |                 |
| زعيم حزب الشعب (2020–) |                 |

### مرشحو الأحزاب الصغيرة
| حزب | حزب                                 | مرشح            | موضع                                       | ملاحظات |
| --- | ----------------------------------- | --------------- | ------------------------------------------ | --- |
|     | حزب الارباح الثورية الوطنية         | هوه كيونغ يونغ  | توفيقي                                     | مؤسس الحزب ومرشح 2021 لمنصب عمدة سيول، 1997 و2007 المرشح الجمهوري للرئاسة.                                                                        |
|     | الحزب التقدمي                       | كيم جاي يون     | من اليسار إلى أقصى اليسار                  | عضو سابق في مجلس الأمة (2012-2014). |
|     | حزبنا الجمهوري                      | تشو وون جين     | اقصى اليمين                                | عضو سابق في مجلس الأمة (2008 - 2020). مرشح حزب ساينوري للرئاسة في الانتخابات الرئاسية 2017                                                        |
|     | الحزب الوطني الثوري                 | كو يونغ إيل     | اقصى اليمين                                | محامي |
|     | حزب التوحيد الكوري                  | لي جيونج هي     | القومية العرقية                            | |
|     | الموجة الجديدة                      | كيم دونغ يون    | الوسط                                      | صدقت عليها الفترة الانتقالية، حزب المستقبل انسحبت في 2 مارس 2022. أيد لي جاي ميونغ                                                                |
|     | حزب الدخل الأساسي                   | أوه جون هو      | قضية واحدة الدخل الأساسي                   | عضو الشبكة الكورية للدخل الأساسي |
|     | مستقل                               | سون هاك كيو     | من الوسط إلى يمين الوسط                    | الزعيم السابق لحزب Bareunmirae المنحل الآن حاكم كيونغجي (2002-2006) عضو الجمعية الوطنية (1993-1998، 2000-2002، 2011-2012) انسحبت في 27 يناير 2022 |
|     | حزب العمال                          | لي بايك يون     | اليسار الاشتراكية                          | الزعيم السابق Chungcheongnam-do فرع حزب العمال الثوري الاشتراكي.                                                                                  |
|     | حزب شبه الجزيرة الكورية الجديد      | بارك جيون ريونج | من اليمين إلى أقصى اليمين المحافظة الوطنية | الابنة البيولوجية للديكتاتور السابق بارك تشونغ هي والأخت الصغرى للرئيس السابق المُدعى والمسجون بارك جيون هاي فشل في تقديم وثيقة الترشيح المطلوبة.  |
|     | حزب تحالف الموجة الكورية            | كيم مين تشان    | من الوسط إلى يمين الوسط                    | المرشح للانتخابات الرئاسية 2017. رئيس لجنة الماجستير العالمية.                                                                                    |
|     | حزب المشاركة الوطنية الجديد         | كيم يو تشان     | من الوسط إلى يمين الوسط                    | الرئيس التنفيذي لمعهد كوريا لبحوث التنمية السياسية. أقرها الحزب الوطني الكوري.                                                                    |
|     | ثورة 21                             | هوانغ جانغ سو   | من اليمين إلى أقصى اليمين                  | مدير معهد بحوث إدارة المستقبل. |
|     | حزب ساينوري                         | طيب Un-ho       | اقصى اليمين                                | شارك سابقًا في تمثيل حركة المواطنين للانتخابات النظيفة                                                                                             |
|     | الاتحاد الديمقراطي الليبرالي الجديد | كيم جيونج جاي   | يمين الوسط إلى اليمين                      | مرشح سابق تم اختياره عن الحزب الوطني الثوري. بل استبدلت وتغيرت الأطراف.                                                                           |
|     | حزب السلام لشبه جزيرة الهان الجديد  | اذهب دون سيك    | القومية العرقية                            | الرئيس السابق للجمعية الكورية للثقافة والرياضة والفنون.                                                                                           |

## النتائج

### التقديرات الأولية
عندما أغلقت صناديق الاقتراع، ظهر استطلاعان منفصلان للرأي، وأظهرا نتائج متضاربة.
استطلاع KBS وMBC وSBS للبث الأرضي (هامش الخطأ: 0.8٪)
| مرشح          | النسبة المقدرة |
| يون سوك يول   | 48.4٪          |
| لي جاي ميونغ  | 47.8٪          |
| سيم سانج جونج | 2.5٪           |

استطلاع JTBC Broadcasting
| مرشح         | النسبة المقدرة |
| لي جاي ميونغ | 48.4٪          |
| يون سوك يول  | 47.7٪          |

### النتائج النهائية
فاز يون بفارق ضئيل بلغ 0.73%، وهذه أقرب نتيجة انتخابات رئاسية في تاريخ كوريا الجنوبية.
| المرشح                          | المرشح                          | الحزب                                  | الأصوات    | %      |
| ------------------------------- | ------------------------------- | -------------------------------------- | ---------- | ------ |
|                                 | يون سوك يول                     | حزب سلطة الشعب                         | 16٬394٬815 | 48.56  |
|                                 | لي جاي ميونغ                    | الحزب الديمقراطي الكوري                | 16٬147٬738 | 47.83  |
|                                 | سيم سانغ يانغ                   | حزب العدالة (كوريا الجنوبية)           | 803٬358    | 2.38   |
|                                 | هوه كيونغ-يونغ                  | National Revolutionary Dividends Party | 281٬481    | 0.83   |
|                                 | Kim Jae-yeon                    | Progressive Party ‏                     | 37٬366     | 0.11   |
|                                 | تشو وون-جين                     | Our Republican Party ‏                  | 25٬972     | 0.08   |
|                                 | Oh Jun-ho                       | Basic Income Party                     | 18٬105     | 0.05   |
|                                 | Kim Min-chan                    | Korean Wave Alliance                   | 17٬305     | 0.05   |
|                                 | Lee Gyeong-hee                  | Korean Unification                     | 11٬708     | 0.03   |
|                                 | Lee Baek-yun                    | Labor Party ‏                           | 9٬176      | 0.03   |
|                                 | Kim Gyeong-jae                  | New Liberal Democratic Union           | 8٬317      | 0.02   |
|                                 | Ok Un-ho                        | Saenuri Party ‏                         | 4٬970      | 0.01   |
| المجموع                         | المجموع                         | المجموع                                | 33٬760٬311 | 100.00 |
|                                 |                                 |                                        |            |        |
| الأصوات الصحيحة                 | الأصوات الصحيحة                 | الأصوات الصحيحة                        | 33٬760٬311 | 99.10  |
| الأصوات الباطلة والفارغة        | الأصوات الباطلة والفارغة        | الأصوات الباطلة والفارغة               | 307٬542    | 0.90   |
| مجموع الأصوات                   | مجموع الأصوات                   | مجموع الأصوات                          | 34٬067٬853 | 100.00 |
| الناخبين المسجلين ومعدل الإقبال | الناخبين المسجلين ومعدل الإقبال | الناخبين المسجلين ومعدل الإقبال        | 44٬197٬692 | 77.08  |
| المصدر: Election results        |                                 |                                        |            |        |

سيم سانغ يانغ (حزب العدالة (كوريا الجنوبية))'s vote share by municipalities